# Baden-Württembergischer Betriebssport Verband
Der Baden-Württembergische Betriebssport Verband e. V. (BWBV e. V.) hat seinen Sitz in Esslingen am Neckar und ist mit der Vereinsnummer VR 210440 im Vereinsregister eingetragen. Der BWBV e. V. ist ein Mitglied des Deutschen Betriebssportverbandes (DBSV), der die Dachorganisation aller Betriebssport Landesverbände in Deutschland ist. Der DBSV ist Mitglied im Deutschen Olympischen Sportbund (DOSB) als Verband mit besonderer Aufgabenstellung (VmbA). Er vertritt im DOSB den organisierten Betriebssport in der Bundesrepublik Deutschland.
Der BWBV zählt rund 9500 Mitglieder aus 142 Firmen, die über 12 Bezirke in Baden-Württemberg organisiert sind. Der Spielbetrieb der Sportarten findet in den Bezirken und innerhalb der Firmen statt. Der Sport in den Firmen wird in der Regel über Betriebssportgemeinschaften (BSG) organisiert, die Mitglied des BWBV e. V. sind. Bezirksübergreifend „Überregional“ ist der Sport über Verbandssportsparten organisiert. Die Verbandssparten veranstalten z. B. die Landesmeisterschaften des Betriebssport in Baden-Württemberg. Wichtigstes Gremium des BWBV ist der Verbandstag. Sportler, die Mitglied des BWBV e. V. über ihre Firma bzw. BSG etc. sind, sind sowohl startberechtigt zur Teilnahme an den Deutschen Betriebssportmeisterschaften, die über den DBSV organisiert werden, als auch an den offiziellen Europa- und Weltmeisterschaften des Betriebssports (ECSG / WCSG).

## Geschichte
Der Württembergische Betriebssportverband (WBV) wurde 1953 gegründet. 2008 fusionierte der Badische Betriebssportverband mit dem Württembergischen Verband zum Baden-Württembergischen Betriebssport Verband e. V. (BWBV).

## Vorstand des BWBV e. V.
Der Vorstand besteht aus dem Vorsitzenden, der Geschäftsführerin, dem Schatzmeister und zwei weiteren Vorstandsmitgliedern.
Jeweils zwei Vorstandsmitglieder vertreten gemeinsam.
Vertretungsberechtigte sind:
- Vorsitzender und Schatzmeister: Walter Vix
- Geschäftsführerin: Isolde Stark
- weiteres Vorstandsmitglied: Oliver Schartel (Information und Kommunikation)
- weiteres Vorstandsmitglied: Thomas Schneider (Daten und Statistik)

## Sportsparten im Verband
Die Verbands- und Bezirksspartenleitungen organisieren den Sportbetrieb der folgenden Sportsparten:
Badminton, Bowling, Fußball, Golf, Kegeln, Leichtathletik, Sportschießen, Tischtennis, Squash, Handball, Tennis, Volleyball

## Bezirke im Verband
Die Mitgliedsfirmen des BWBV e. V. sind in Baden-Württemberg einem der folgenden 11 Bezirken zugeordnet:
Böblingen, Bodensee, Donau Iller, Göppingen, Hohenlohe, Nordbaden, Rhein-Neckar, Stuttgart, Südbaden, Unterland, Zollern
Der Sport in den Bezirken wird zentral von der Bezirksleitung organisiert. Der Sportbetrieb der einzelnen Sportsparten wird von den Bezirksspartenleitern verantwortet.